# Heteropoda grooteeylandt
Heteropoda grooteeylandt là một loài nhện trong họ Sparassidae.
Loài này thuộc chi Heteropoda. Heteropoda grooteeylandt được Hugh Davies miêu tả năm 1994.